# Ischnoderma porphyrites
Ischnoderma porphyrites är en svampart som beskrevs av Corner 1989. Ischnoderma porphyrites ingår i släktet Ischnoderma och familjen Fomitopsidaceae.   Inga underarter finns listade i Catalogue of Life.